# 전통문법
전통문법(Traditional grammar)이란 19세기까지 발전한 각 언어의 문법을 가리킨다. 페르디낭 드 소쉬르 이전의 언어학을 구성하고 있었고, 소쉬르에 의해 비판받았다.
전통문법의 경우 크게 두 가지 문제점이 있었는데, 하나는 기초개념들의 정의가 명확하지 않다는 것이고(예를 들어, '명사'의 정의가 무엇인가?) 다른 하나는 '왜'보다는 '어떻게'에 초점을 맞춰 연구했다는 것이다. 이 문제점들은 구조주의 언어학이 등장하면서 점차 해결된다.

## 같이 보기
- 과잉수정